# Baron Dacre

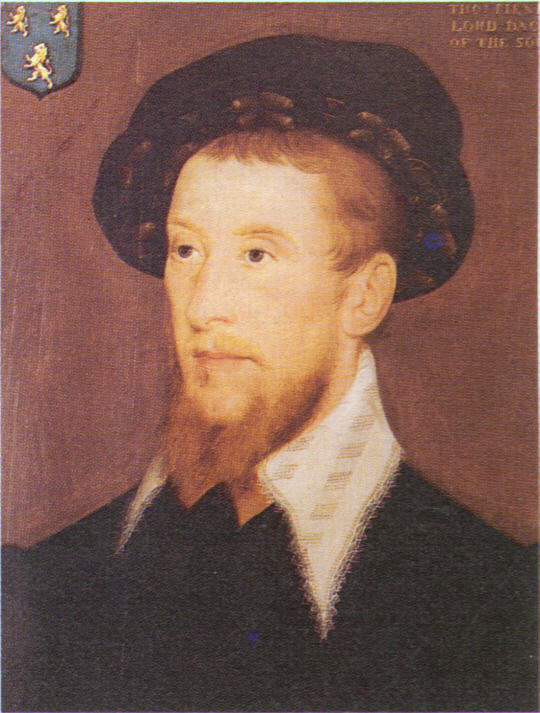
Thomas Fiennes, 9. baron Dacre

Baronowie Dacre 1. kreacji (parostwo Anglii)
- 1321–1339: Ralph Dacre, 1. baron Dacre
- 1339–1361: William Dacre, 2. baron Dacre
- 1361–1375: Ralph Dacre, 3. baron Dacre
- 1375–1383: Hugh Dacre, 4. baron Dacre
- 1383–1398: William Dacre, 5. baron Dacre
- 1398–1458: Thomas Dacre, 6. baron Dacre
- 1458–1486: Joan Fiennes, 7. baronowa Dacre
- 1486–1534: Thomas Fiennes, 8. baron Dacre
- 1534–1541: Thomas Fiennes, 9. baron Dacre
- 1558–1594: Gregory Fiennes, 10. baron Dacre
- 1594–1611: Margaret Lennard, 11. baronowa Dacre
- 1611–1616: Henry Lennard, 12. baron Dacre
- 1616–1630: Richard Lennard, 13. baron Dacre
- 1630–1662: Francis Lennard, 14. baron Dacre
- 1662–1715: Thomas Lennard, 15. baron Dacre i 1. hrabia Sussex
- 1741–1755: Anne Barrett-Lennard, 16. baronowa Dacre
- 1755–1786: Thomas Barrett-Lennard, 17. baron Dacre
- 1786–1794: Trevor Charles Roper, 18. baron Dacre
- 1794–1819: Gertrude Brand, 19. baronowa Dacre
- 1819–1851: Thomas Brand, 20. baron Dacre
- 1851–1853: Henry Otway Trevor, 21. baron Dacre
- 1853–1890: Thomas Crosbie William Trevor, 22. baron Dacre
- 1890–1892: Henry Bouverie William Brand, 23. baron Dacre i 1. wicehrabia Hampden
- 1892–1906: Henry Robert Brand, 24. baron Dacre i 2. wicehrabia Hampden
- 1906–1958: Thomas Brand, 25. baron Dacre i 3. wicehrabia Hampden
- 1958–1965: Thomas Henry Brand, 26. baron Dacre i 4. wicehrabia Hampden
- 1965 -: Rachel Leila Thompson, 27. baronowa Dacre

Następca 27. baronowej Dacre: James Thomas Archibald Douglas-Home
Baronowie Dacre 2. kreacji (parostwo Anglii)
- 1459–1461: Ralph Dacre, 1. baron Dacre

Baronowie Dacre 3. kreacji (parostwo Anglii)
- 1482–1485: Humphrey Dacre, 1. baron Dacre
- 1485–1525: Thomas Dacre, 2. baron Dacre
- 1525–1563: William Dacre, 3. baron Dacre
- 1563–1566: Thomas Dacre, 4. baron Dacre
- 1566–1569: George Dacre, 5. baron Dacre